# 김소랑
김소랑(金小浪, 본명: 현, 본명 한자: 顯, 생몰년 미상)은 일제강점기의 연극인이다. 임성구, 윤백남, 이기세, 김도산 등과 더불어 1910년 신파극 운동의 대표적인 인물의 한 사람이다.
1911년 임성구, 김도산 등과 더불어 혁신단에 참가함으로써 처음으로 신극 운동에 발을 들여 놓았다. 별로 정규교육을 받지 못한 그는 주로 연기자로서 활약이 컸고, 1918년에는 주도하여 경성구파배우조합내의 신파부개량단 배우 십여 명이 중심이 되어 수십명의 배우를 규합하여 극단 취성좌(聚星座)를 조직하였다. 취성좌의 좌장이 된 김소랑은 부좌장격이었던 그의 아내 마호정(馬豪政)을 무대에 내세워서 한국 두 번째의 여자 배우로 만들기도 했다. 취성좌의 인기 레퍼토리는 《추월색(秋月色)》, 《사람의 원수》, 《선처(善妻)와 양녀(良女)》 등이다.
김소랑은 그가 이끌던 취성좌가 해체된 1929년까지 전국 방방곡곡을 유랑하면서 1910년대 신파극을 20년대까지 계승하였다.